# Keelungfloden

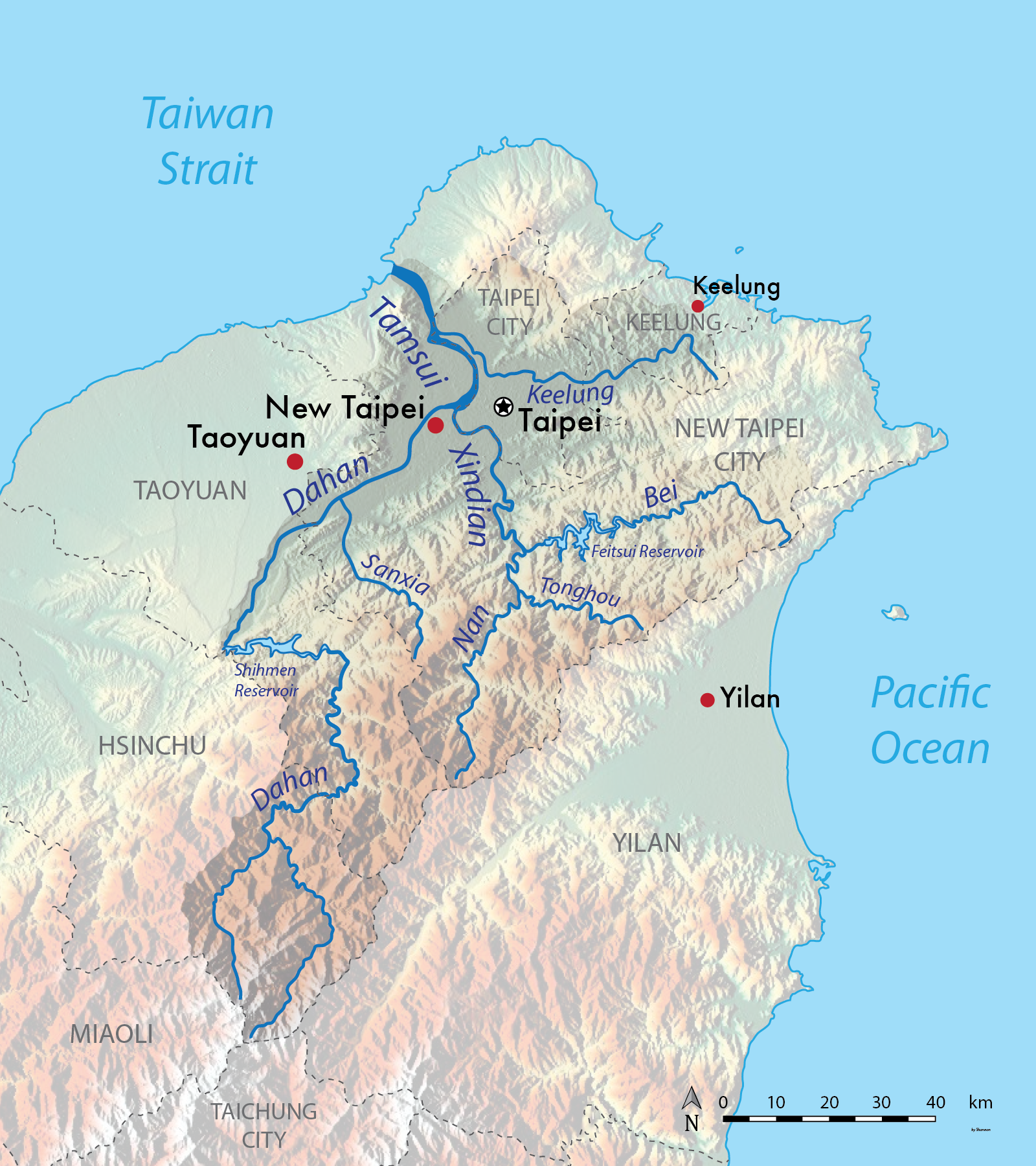
Floder i norra Taiwan med Keelungfloden till höger.

Keelungfloden (kinesiska: 基隆河) är en 96 kilometer lång flod i norra Taiwan. Den har sin källa på 560 meters höjd i bergen söder om staden Keelung och rinner genom en ravin norrut och senare mot väst till Taipei där den mynnar ut i Tamsuifloden och fortsätter ut i Formosasundet. 
Keelungfloden rätades ut på flera ställen under slutet av 1900-talet, dels för att minska risken för översvämningar, men också för att skaffa mark för utbyggnaden av Tapei.
Den 4 februari 2015 störtade TransAsia Airways Flight 235  i floden få minuter efter starten från flygplatsen i Tapei.